# Trypanaresta plagiata
Trypanaresta plagiata är en tvåvingeart som först beskrevs av Blanchard 1852.  Trypanaresta plagiata ingår i släktet Trypanaresta och familjen borrflugor. Inga underarter finns listade i Catalogue of Life.